# Tomáš Peciar
Tomáš Peciar, född 10 juni 1988 Bojnicei, är en slovakisk fotbollsspelare.
I januari 2014 värvades Peciar av Östersunds FK från skotska Greenock Morton. Efter säsongen 2015 fick han lämna klubben.